# Les Vallois
Pour les articles homonymes, voir Vallois (homonymie).
Les Vallois est une commune française située dans le département des Vosges, en région Grand Est.
Ses habitants sont appelés les Valloisiens.

## Géographie

### Géologie et relief
La petite commune des Vallois est bordée à l'est par le Madon.
Espaces naturels :
Site Natura 2000 "Gîtes à chiroptères de la Vôge".
| Valfroicourt | Frénois    | Pont-lès-Bonfays |
| Sans-Vallois | Vallois    |                  |
|              | Jésonville | Lerrain          |

### Hydrographie et les eaux souterraines
Hydrogéologie et climatologie : Système d’information pour la gestion des eaux souterraines du bassin Rhin-Meuse :
Territoire communal : Occupation du sol (Corinne Land Cover); Cours d'eau (BD Carthage),
Géologie : Carte géologique; Coupes géologiques et techniques,
 Hydrogéologie : Masses d'eau souterraine; BD Lisa; Cartes piézométriques.

#### Réseau hydrographique
La commune est située dans le bassin versant du Rhin au sein du bassin Rhin-Meuse. Elle est drainée par le Madon, le ruisseau des Grandes Saules et le ruisseau de Jesonville,.
Le Madon, d'une longueur totale de 96,9 km, prend sa source dans la commune de Vioménil et se jette dans la Moselle à Pont-Saint-Vincent, après avoir traversé 47 communes.

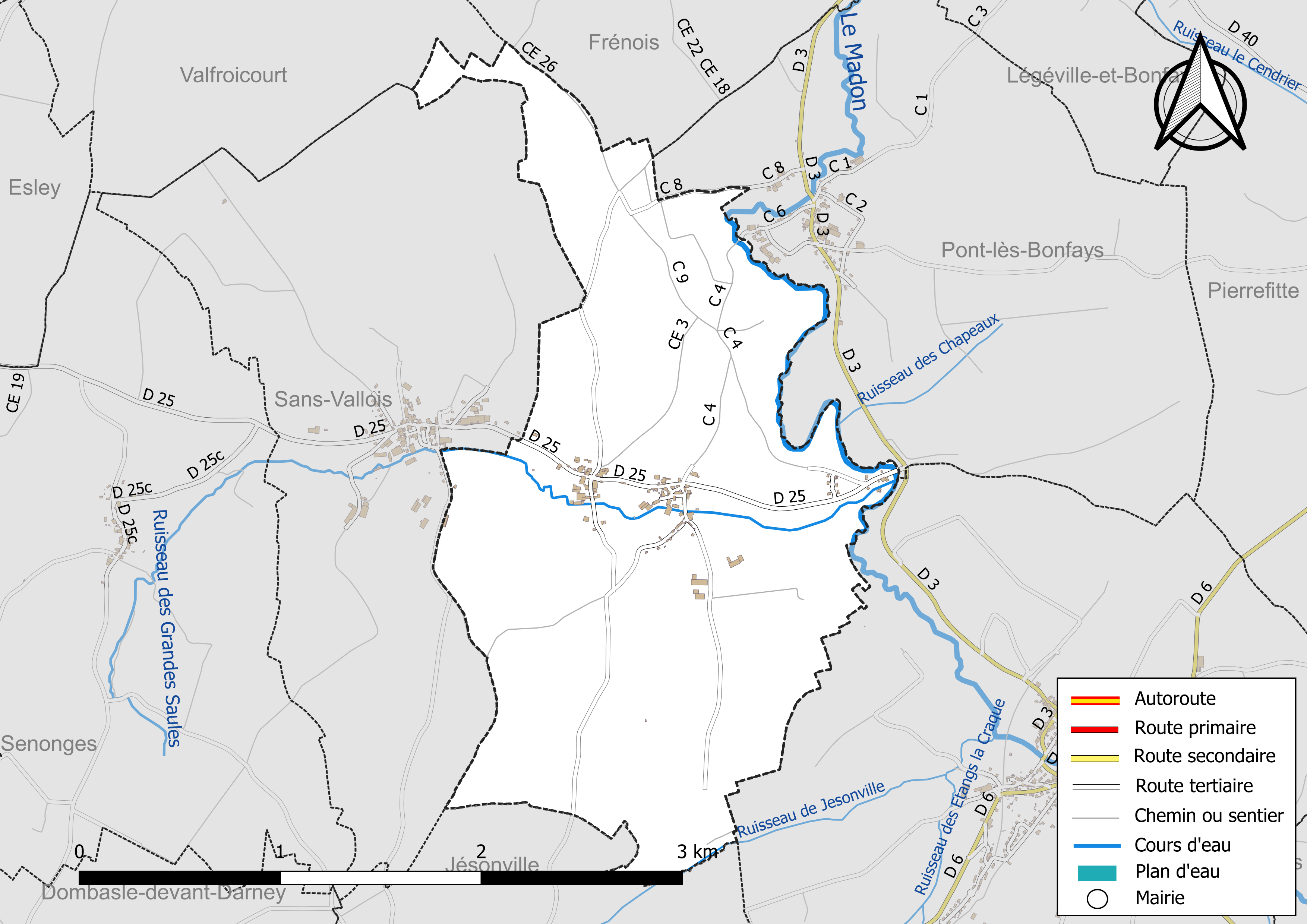
Réseaux hydrographique et routier des Vallois.

#### Gestion et qualité des eaux
Le territoire communal est couvert par le schéma d'aménagement et de gestion des eaux (SAGE) « Nappe des Grès du Trias Inférieur ». Ce document de planification, dont le territoire comprend le périmètre de la zone de répartition des eaux de la nappe des Grès du trias inférieur (GTI), d'une superficie de 1 497 km2,  est en cours d'élaboration. L’objectif poursuivi est de stabiliser les niveaux piézométriques de la nappe des GTI et atteindre l'équilibre entre les prélèvements et la capacité de recharge de la nappe. Il doit être cohérent avec les objectifs de qualité définis dans les SDAGE Rhin-Meuse et Rhône-Méditerranée. La structure porteuse de l'élaboration et de la mise en œuvre est le conseil départemental des Vosges.
La qualité des cours d’eau peut être consultée sur un site dédié géré par les agences de l’eau et l’Agence française pour la biodiversité. 

### Climat
Pour des articles plus généraux, voir Climat du Grand Est et Climat des Vosges.
En 2010, le climat de la commune est de type climat des marges montargnardes, selon une étude du Centre national de la recherche scientifique s'appuyant sur une série de données couvrant la période 1971-2000. En 2020, Météo-France publie une typologie des climats de la France métropolitaine dans laquelle la commune est dans une zone de transition entre le climat océanique altéré et le climat océanique altéré et est dans la région climatique  Lorraine, plateau de Langres, Morvan, caractérisée par un hiver rude (1,5 °C), des vents modérés et des brouillards fréquents en automne et hiver. 
Pour la période 1971-2000, la température annuelle moyenne est de 9,6 °C, avec une amplitude thermique annuelle de 17 °C. Le cumul annuel moyen de précipitations est de 994 mm, avec 12,9 jours de précipitations en janvier et 9,8 jours en juillet. Pour la période 1991-2020, la température moyenne annuelle observée sur la station météorologique de Météo-France la plus proche, « Dommartin-aux-Bois_sapc », sur la commune de Dommartin-aux-Bois à 12 km à vol d'oiseau, est de 10,6 °C et le cumul annuel moyen de précipitations est de 908,9 mm. 
La température maximale relevée sur cette station est de 39,4 °C, atteinte le 25 juillet 2019 ; la température minimale est de −17,5 °C, atteinte le 20 décembre 2009,,. 
Les paramètres climatiques de la commune ont été estimés pour le milieu du siècle (2041-2070) selon différents scénarios d'émission de gaz à effet de serre à partir des nouvelles projections climatiques de référence DRIAS-2020. Ils sont consultables sur un site dédié publié par Météo-France en novembre 2022.

## Urbanisme

### Typologie
Au 1er janvier 2024, Les Vallois est catégorisée commune rurale à habitat dispersé, selon la nouvelle grille communale de densité à sept niveaux définie par l'Insee en 2022.
Elle est située hors unité urbaine. Par ailleurs la commune fait partie de l'aire d'attraction de Vittel - Contrexéville, dont elle est une commune de la couronne,. Cette aire, qui regroupe 72 communes, est catégorisée dans les aires de moins de 50 000 habitants,.

### Occupation des sols
L'occupation des sols de la commune, telle qu'elle ressort de la base de données européenne d’occupation biophysique des sols Corine Land Cover (CLC), est marquée par l'importance des territoires agricoles (91,9 % en 2018), en diminution par rapport à 1990 (97,9 %). La répartition détaillée en 2018 est la suivante : 
terres arables (61,3 %), prairies (17,5 %), zones agricoles hétérogènes (13,1 %), zones urbanisées (6,1 %), forêts (2,1 %). L'évolution de l’occupation des sols de la commune et de ses infrastructures peut être observée sur les différentes représentations cartographiques du territoire : la carte de Cassini (XVIIIe siècle), la carte d'état-major (1820-1866) et les cartes ou photos aériennes de l'IGN pour la période actuelle (1950 à aujourd'hui).

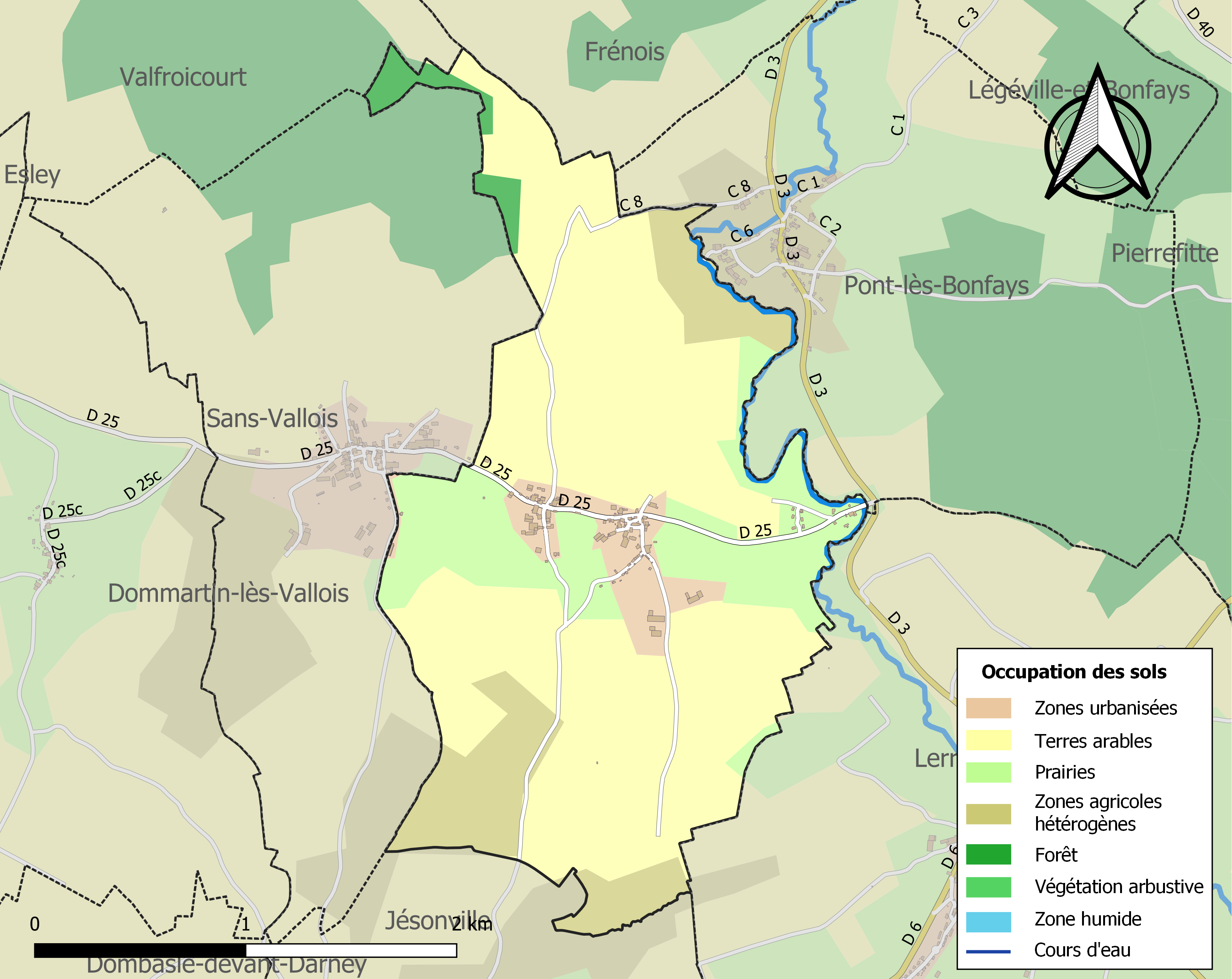
Carte des infrastructures et de l'occupation des sols de la commune en 2018 (CLC).

### Voies de communications et transports

#### Voies routières
- Autoroute A31 : Échangeur Bulgnéville.

#### Transports en commun

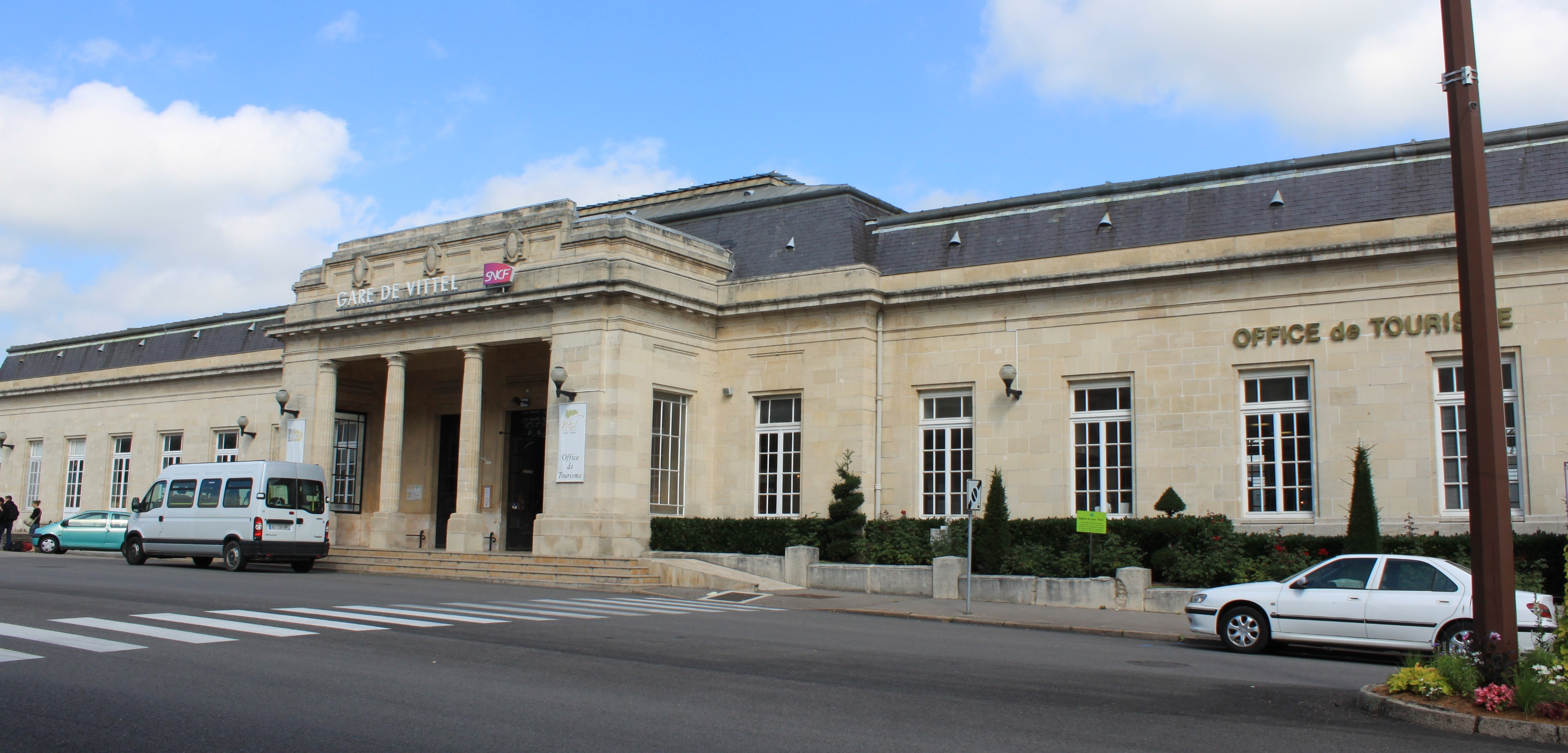
Gare de Vittel.

- Fluo Grand Est.

#### Lignes SNCF
- Gare de Contrexéville
- Gare de Vittel

## Toponymie
Jadis, une commune nommée Trois Vallois regroupait les communes actuelles de Dommartin-lès-Vallois, Les Vallois et Sans-Vallois.
Le nom de la localité est attesté sous les formes ? Terram de Valleis (1147) ; Vallois (1228) ; Vallox (1231) ; Vaillois (1265) ; Valloix (1271) ; Valloye (1292) ; Valoix (1300) ; Valois (1300) ; Walloix (XIVe siècle) ; Valoy (1408) ; Valloy (1430) ; Valoys (1494) ; « On ban des Valoix et de Gesonville » (1497) ; Valloys (1554) ; Les Trois Valois (1656) ; « Ban et finages des Trois Vallois » (1709) ; Les Vallois ou les Trois Vallois (1711) ; Tres Valesii (1768) ; « Communauté des Trois Vallois, dit Latte et Chitel »,… alias « communauté de Latte et Chitel dit les Vall…  »(1790).

Du latin vallis qui signifie « vallée », sans doute avec le sens de vallon. Ernest Nègre confirme cette explication. Pour lui, le toponyme s'est formé sur un adjectif relatif à vallée en langue d'oïl. Du latin vallis avec le suffixe -etum « vallée », « les ( hameaux ) de la vallée ».

## Histoire
Sous l’Ancien Régime, la paroisse dépend du doyenné de Vittel et des diocèses de Toul et Saint-Dié à partir de 1777. Les Trois-Vallois, comprenant Les Vallois, Sans-Vallois et Pont-les-Bonfays, forment une paroisse dont le patronage appartenait au chapitre de Remiremont. 
Les Vallois a été érigée en succursale, avec Sans-Vallois pour annexe, après la Révolution, par la première circonscription de l’an XII. 
Les paroisses de Saint-Michel de Tourailles-sous-Bois (Meuse), de Brouderdorff (Moselle) et des Vallois (Vosges) possèdent des sources réputées miraculeuses.

## Politique et administration
| Période                                  | Période                       | Identité            | Étiquette | Qualité     |
| ---------------------------------------- | ----------------------------- | ------------------- | --------- | ----------- |
| Les données manquantes sont à compléter. |                               |                     |           |             |
|                                          |                               | Maurice Perrin      |           | Agriculteur |
| mars 2001                                | mars 2008                     | André Grosjean      |           |             |
| mars 2008                                | En cours (au 18 février 2015) | Jean-Claude Didelot |           | Agriculteur |

### Budget et fiscalité 2022

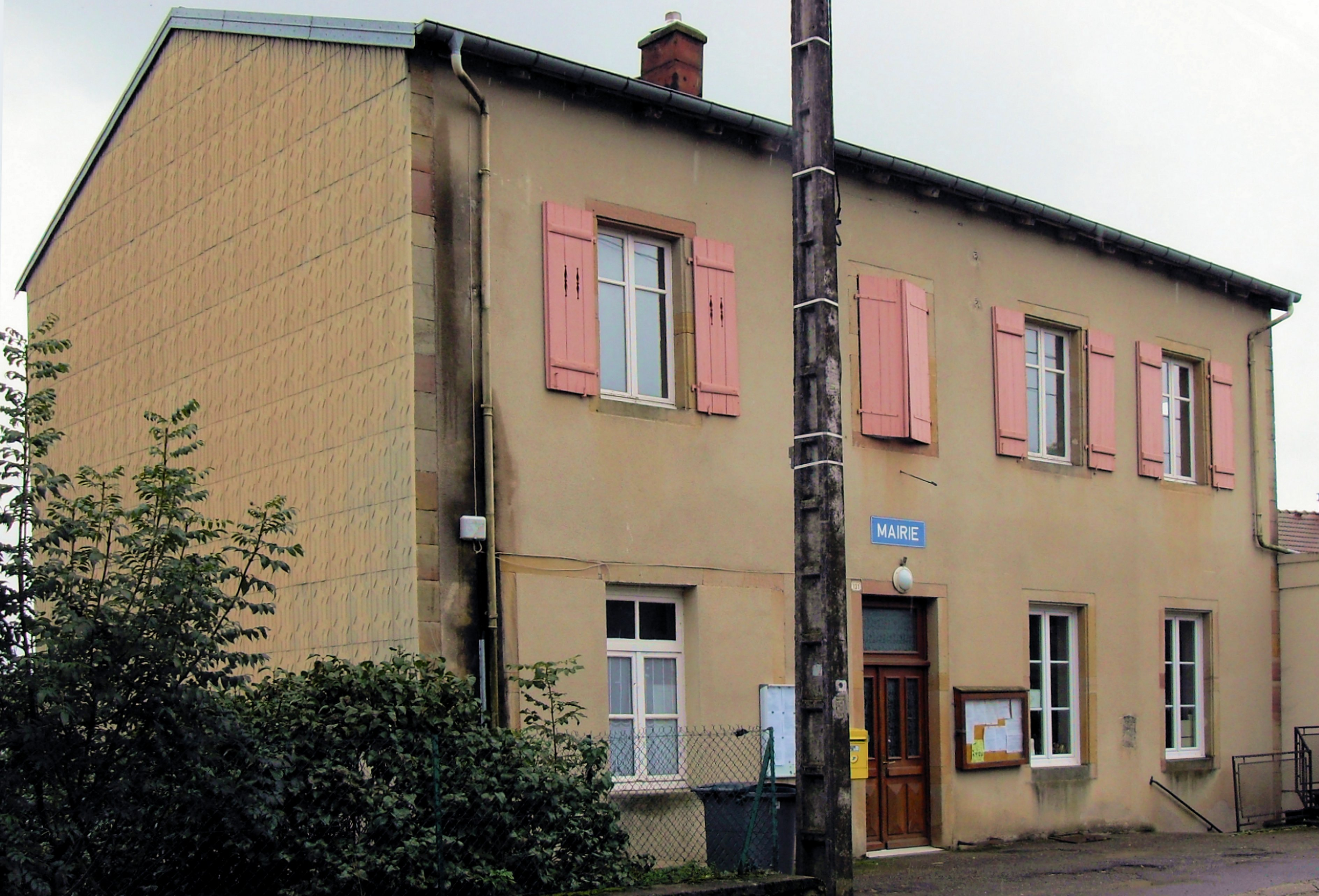
La mairie des Vallois.

En 2022, le budget de la commune était constitué ainsi :
- total des produits de fonctionnement : 138 000 €, soit 1 112 € par habitant ;
- total des charges de fonctionnement : 55 000 €, soit 443 € par habitant ;
- total des ressources d'investissement : 214 000 €, soit 1 728 € par habitant ;
- total des emplois d'investissement : 50 000 €, soit 405 € par habitant ;
- endettement : 69 000 €, soit 554 € par habitant.

Avec les taux de fiscalité suivants :
- taxe d'habitation : 17,68 % ;
- taxe foncière sur les propriétés bâties : 40,87 % ;
- taxe foncière sur les propriétés non bâties : 30,58 % ;
- taxe additionnelle à la taxe foncière sur les propriétés non bâties : 0,00 % ;
- cotisation foncière des entreprises : 0,00 %.

Chiffres clés Revenus et pauvreté des ménages en 2021 : médiane en 2021 du revenu disponible, par unité de consommation : 21 210 €.

## Population et société

### Démographie

#### Évolution démographique
L'évolution du nombre d'habitants est connue à travers les recensements de la population effectués dans la commune depuis 1793. Pour les communes de moins de 10 000 habitants, une enquête de recensement portant sur toute la population est réalisée tous les cinq ans, les populations de référence des années intermédiaires étant quant à elles estimées par interpolation ou extrapolation. Pour la commune, le premier recensement exhaustif entrant dans le cadre du nouveau dispositif a été réalisé en 2007.

En 2022, la commune comptait 124 habitants, en évolution de +3,33 % par rapport à 2016 (Vosges : −2,96 %, France hors Mayotte : +2,11 %).
| 1793 | 1800 | 1806 | 1821 | 1831 | 1836 | 1841 | 1846 | 1856 |
| ---- | ---- | ---- | ---- | ---- | ---- | ---- | ---- | ---- |
| 236  | 234  | 259  | 227  | 242  | 237  | 242  | 228  | 203  |

| 1861 | 1866 | 1876 | 1881 | 1886 | 1891 | 1896 | 1901 | 1906 |
| ---- | ---- | ---- | ---- | ---- | ---- | ---- | ---- | ---- |
| 214  | 214  | 206  | 181  | 170  | 150  | 136  | 153  | 133  |

| 1911 | 1921 | 1926 | 1931 | 1936 | 1946 | 1954 | 1962 | 1968 |
| ---- | ---- | ---- | ---- | ---- | ---- | ---- | ---- | ---- |
| 144  | 126  | 127  | 143  | 141  | 123  | 118  | 119  | 122  |

| 1975 | 1982 | 1990 | 1999 | 2006 | 2007 | 2012 | 2017 | 2022 |
| ---- | ---- | ---- | ---- | ---- | ---- | ---- | ---- | ---- |
| 114  | 100  | 95   | 95   | 103  | 104  | 121  | 118  | 124  |

### Enseignement
Établissements d'enseignements :
- Écoles maternelles et primaires à Les Vallois, Lerrain, Bainville-aux-Saules, Escles, Valfroicourt.
- Collèges à Dompaire, Vittel, Mirecourt, Contrexéville, Monthureux-sur-Saône.
- Lycées à Harol, Mirecourt, Contrexéville, Mandres-sur-Vair.

### Santé
Professionnels et établissements de santé :
- Médecins à Darney, Lerrain, Lamarche, Monthureux-sur-Saône, Contrexéville.
- Pharmacies à Lamarche, Bulgnéville, Contrexéville, Lerrain, Vittel[30] .
- Hôpitaux à Lamarche, Vittel, Neufchâteau, Mattaincourt, Ville-sur-Illon[31].

### Cultes
- Culte catholique, Paroisse Saint-Martin-de-la-Forêt[32] Diocèse de Saint-Dié.

## Économie

### Entreprises et commerces

#### Agriculture
- Culture et élevage associés.
- Élevage de vaches laitières.
- Exploitation forestière.

#### Tourisme
- Hébergements et restauration à Dombasle-devant-Darney, Claudon, Vittel, Xertigny.

#### Commerces
- Commerces et services de proximité.

## Culture locale et patrimoine

### Sobriquet
Les habitants des Vallois ont l'habitude d'appeler les habitants de Lerrain boquins (conducteurs de boucs). Ce sobriquet est très ancien et paraît faire allusion à la pauvreté des habitants de Lerrain qui, à leur tour, appellent ceux des Vallois miqués.

### Lieux et monuments

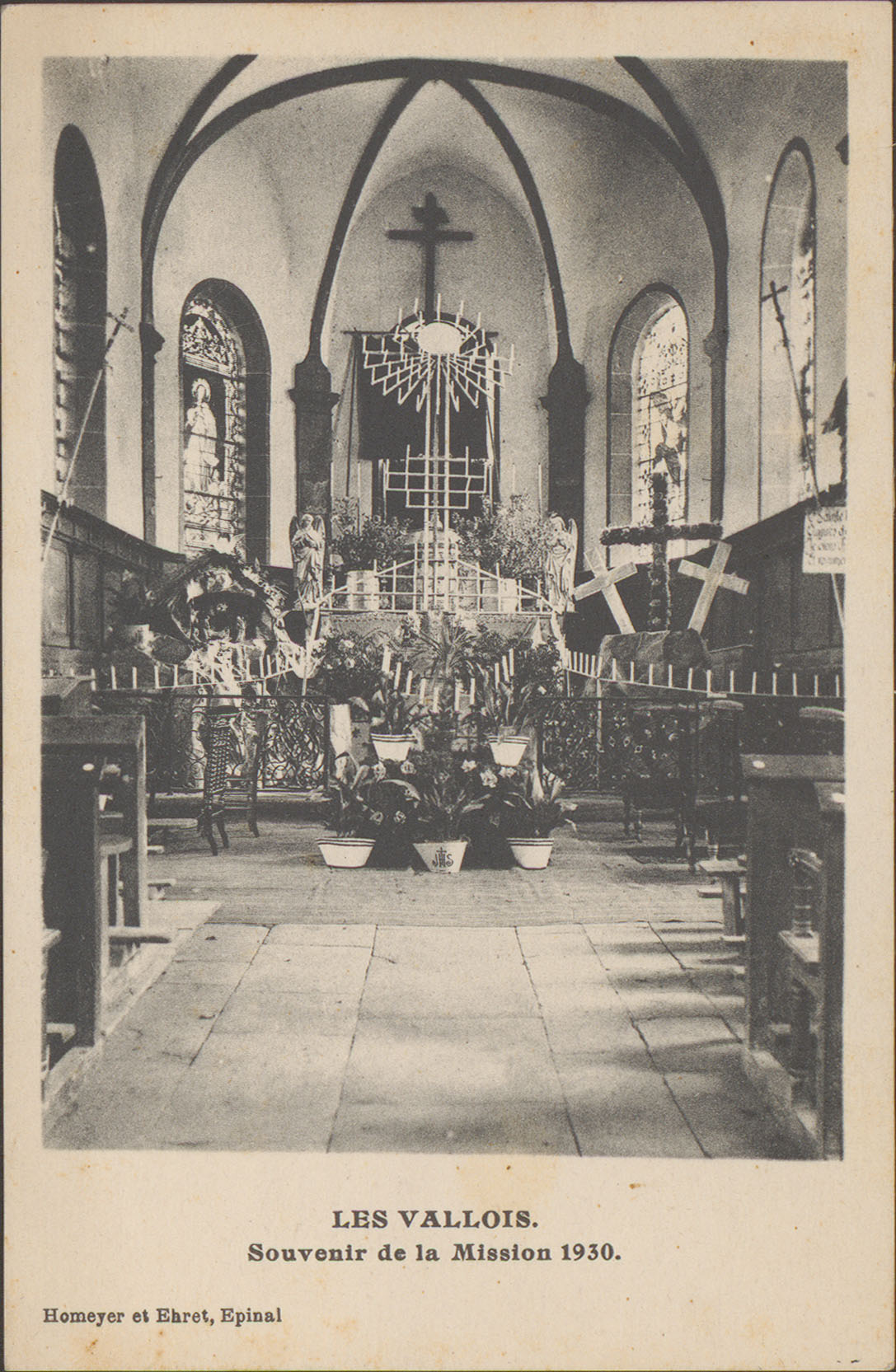
Carte postale représentant l'intérieur de l'église des Vallois, à l'occasion de la Mission 1930. Les Vosges pittoresques.
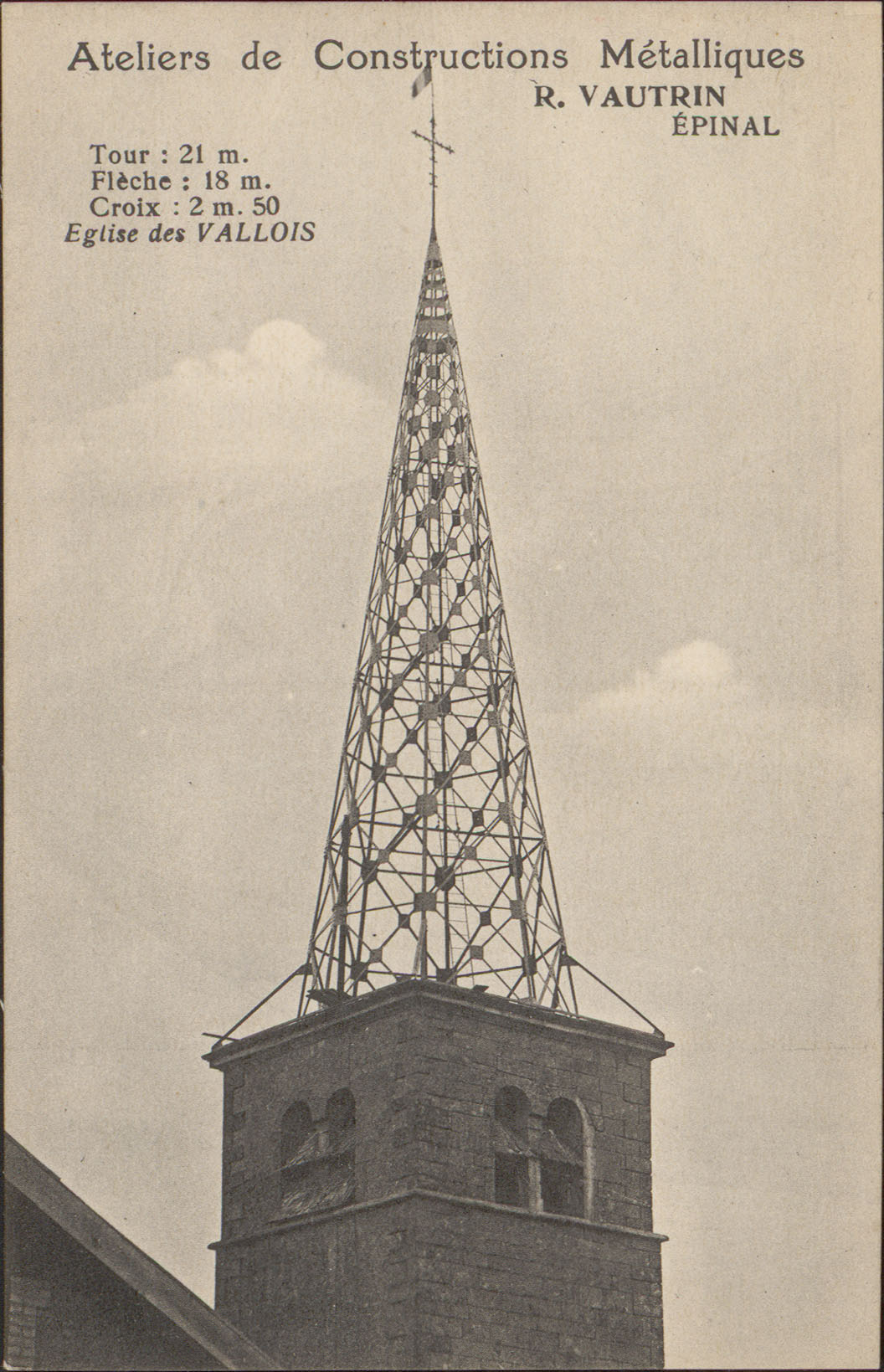
Charpente métallique du clocher de l'église réalisé par les Ateliers de constructions métalliques R. Vautrin d’Épinal carte postale publicitaire.

- L'église-grange Saint-Michel des Vallois du XVIIIe siècle.

Clôture de chœur (grille de communion).
Colonie d'Oreillards gris (Plecotus austriacus) présente dans les combles de l'église.
- Il existe des gouffres dit « Trous de Debain »[36],[37],[38], qui absorbent les eaux et les déversent, dit-on, par voie souterraine, dans le Madon (d'après Géographie du département des Vosges d'Adolphe Joanne, publiée en 1877).
- Patrimoine architectural rural recensé par le service régional de l'Inventaire général du patrimoine culturel[39].
- Fontaine Saint-MicheL.
- Monument aux morts[40].

### Personnalités liées à la commune
- Médaillés de Sainte-Hélène[41] :

Joseph Brahy, Nicolas Gerberon, Joseph Grandjean, François Losseroy, Jean Baptiste Michel, François Claude Joseph Salmon.
- Médaillés de l'Ordre national de la Légion d'honneur[42] :

Nicolas Auguste Morlot, Alfred Anatole Morel.

## Pour approfondir